# 罐坝乡
罐坝乡，是中华人民共和国四川省达州市万源市曾经下辖的一个乡。2020年6月，撤销罐坝乡，将原罐坝乡罐坝场村所属行政区域划归青花镇管辖，原罐坝乡锅厂村所属行政区域为永宁镇的行政区域，原罐坝乡二郎坪村、烂祠堂村所属行政区域划归黄钟镇管辖。

## 行政区划
罐坝乡撤销前下辖以下地区：
罐坝场村、姚家山村、小石冠村、二郎坪村、烂祠堂村和锅厂村。